# Hans-Otto Schumacher
Hans-Otto Schumacher (Grevenbroich, 17 febbraio 1950 – 10 luglio 2024) è stato un canoista tedesco.

## Biografia
Hans-Otto Schumacher nacque a Grevenbroich il 17 febbraio 1950.
Gareggiò per il KC Grevenbroich. Fu sette volte campione tedesco giovanile, due volte nella canoa singola. Nella categoria adulti, lui e Wilhelm Baues vinsero il campionato tedesco nella canoa a due nel 1970, 1972 e 1974.
Le Olimpiadi del 1972 segnarono la prima gara olimpica di slalom di canoa. Sul Augsburger Eiskanal (Canale di ghiaccio di Augusta), Rolf-Dieter Amend e Walter Hofmann della Germania Est vinsero davanti a Schumacher e Baues e ai fratelli francesi Jean-Louis e Jean-Claude Olry.
Nel 1973, Schumacher e Baues arrivarono terzi ai Campionati del Mondo di Muotathal, dietro a Jiří Krejza e Jaroslav Pollert della Cecoslovacchia e Klaus Trummer e Jürgen Kretschmer della Germania dell'Est. Nella gara a squadre, Schumacher e Baues vinsero insieme a Michael Reimann e Olaf Fricke e a Karl-Heinz Scheffer e Jürgen Steinschulte, davanti alla Cecoslovacchia, mentre la squadra della Germania Est si aggiudicò la medaglia di bronzo.
Morì il 10 luglio 2024 all'età di 74 anni.

## Palmarès

### Olimpiadi
- 1 medaglia:
  - 1 argento (Monaco di Baviera 1972 nel C-2[2])

### Mondiali
- 2 medaglie:
  - 1 oro (Muotathal 1973 nel C-2 a squadre)
  - 1 bronzo (Muotathal 1973 nel C-2)